# ظهیری نیشابوری
ظهیرالدین نیشابوری یا ظهیری نیشابوری (درگذشت ح. ۱۱۸۴) نویسنده فارسی‌زبان و نویسنده سلجوق‌نامه، یکی از مهم‌ترین منابع تاریخ امپراتوری سلجوقی بود. زندگانی نیشاپوری مبهم است؛ گزارش شده‌است که او آموزگار سلطان‌های پیشین سلجوقی مانند مسعود سلجوقی (حک. ۱۱۳۴–۱۱۵۲) و ارسلان بن طغرل (۱۱۵۳) بوده است. هرچند که امروزه سلجوق‌نامه دیگر در دسترس نیست، اما توسط نجم‌الدین راوندی به عنوان منبع اصلی آثارش به کار برده شده بود.